# Ridleyandra
Ridleyandra, biljni rod iz porodice gesnerijevki raširen po južnom Tajlandu, poluotok Malaja, Borneo. .

## Etimologija
Prvi dio imena roda je u čast Henryja Nicholasa Ridleya (1855.-1956.), eminentnog engleskog botaničara koji je radio u Singapuru, Malajskom poluotoku i okolnim područjima. Završetak –andra (od grčkog ανδρος, andros = muškarac, aludirajući na androecij) 

## Opis
Ridleyandra vrste su višegodišnje zeljaste biljke. Stabljike su često drvenaste, a mogu biti kratke ili izdužene, a često i dlakave. Lišće se obično drži u gustoj rozeti ili labavom čuperku na vrhu stabljike. Vrste su rasprostranjene na Malajskom poluotoku i Borneu, u nizinskim i (češće) planinskim prašumama.
Rod je jedna od skupina odvojenih od Didissandre. Može se podijeliti u dvije morfogeografske skupine: (a) sect. Ridleyandra (približno 18 spp., vjenčić s dugom cijevi, prisutan nektarij; Malajski poluotok i (b) sect. Stilpnothrix (C.B.Clarke) A.Weber & B.L.Burtt (5 spp., Borneo; vjenčić kratko cjevast do pljosnat, nema nektarija).
Borneanske vrste pokazuju postupno stjecanje sindroma oprašivanja cvjetova oligandričnog peluda. Dokaz da su te dvije skupine ispravno unutar istog roda pruža karakteristična struktura ovojnice sjemena (stanice testa s uzdužnim grebenom u sredini).
Vrste Ridleyandra mogu biti vrlo atraktivne biljke, iako uzgoj može biti težak.

## Vrste
1. Ridleyandra atrocyanea (Ridl.) A. Weber
2. Ridleyandra atropurpurea (Ridl.) A. Weber
3. Ridleyandra bintangensis Kiew
4. Ridleyandra castaneifolia (Ridl.) A. Weber
5. Ridleyandra chuana Kiew
6. Ridleyandra corneri A. Weber
7. Ridleyandra flammea (Ridl.) A. Weber
8. Ridleyandra glabrescens (Ridl.) A. Weber
9. Ridleyandra iminii Siti-Munirah
10. Ridleyandra kelantanensis Kiew
11. Ridleyandra kerrii A. Weber
12. Ridleyandra kiewii (Kiew) A. Weber
13. Ridleyandra latisepala (Ridl.) A. Weber
14. Ridleyandra longisepala (Ridl.) A. Weber
15. Ridleyandra merohmerea Siti-Munirah & D. Zaharil
16. Ridleyandra morganii (Franch.) A. Weber
17. Ridleyandra natunae B. L. Burtt
18. Ridleyandra nuangensis Kiew
19. Ridleyandra ornata (C. B. Clarke) B. L. Burtt
20. Ridleyandra padangensis Kiew
21. Ridleyandra petiolata (Ridl.) A. Weber
22. Ridleyandra porphyrantha (A. Weber & Kiew) A. Weber
23. Ridleyandra quercifolia (Ridl.) A. Weber
24. Ridleyandra rufa (C. B. Clarke) B. L. Burtt
25. Ridleyandra serratifolia (Ridl.) A. Weber
26. Ridleyandra stellata A. Weber
27. Ridleyandra synaptica (B. L. Burtt) B. L. Burtt
28. Ridleyandra tenella (B. L. Burtt) B. L. Burtt
29. Ridleyandra violacea (Ridl.) A. Weber
30. Ridleyandra wrayi (Ridl.) A. Weber